# Rita Maria de Carvalho-Okano
Rita Maria de Carvalho-Okano (1953) es una bióloga, taxónoma, botánica, geobotánica, curadora, y profesora brasileña.

## Biografía
En 1976, obtuvo la licenciatura en ciencias biológicas por la Universidad Federal de Viçosa; la maestría, en 1982, por la Universidad Estatal de Campinas, defendiendo la tesis "Revisão Taxonômica do gênero Calopogonium Desv. (Leguminosae- Papilionoideae) no Brasil", con la supervisión del Dr. Hermógenes de Freitas Leitão Filho (1944-1996); y, el doctorado en biología vegetal, por la misma casa de altos estudios en 1992.
Actualmente es profesora adjunta, nivel B de la Universidad Estadual de Bahía, en régimen de dedicación exclusiva, Coordinadora de Posgrado Lato sensu en el Departamento de Biología Vegetal, Ciencias Exactas y de la Tierra - DCET / UNEB. Tiene experiencia en botánica, con énfasis en la taxonomía de plantas, trabajando principalmente en las áreas de taxonomía y florística de Asteraceae, florística de angiospermas, biología reproductiva de Asteraceae, Conservación y Educación Ambiental.

## Algunas publicaciones
- ALMEIDA, GRACINEIDE SELMA SANTOS DE; CARVALHO-OKANO, RITA MARIA DE; NAKAJIMA, JIMI NAOKI; GARCIA, FLAVIA CRISTINA PINTO. 2014. Asteraceae Dumort nos campos rupestres do Parque Estadual do Itacolomi, Minas Gerais, Brasil: Barnadesieae e Mutisieae. Rodriguésia (online) 65: 311-328

- SILVA, C. A.; VIEIRA, M. F.; CARVALHO-OKANO, R. M.; OLIVEIRA, L.O. 2014. Reproductive success and genetic diversity of Psychotria hastisepala (Rubiaceae), in fragmented atlantic forest, Southeastearn in Brazil. Revista de Biología Tropical: 62 309-319

- GONCALVES, A. P. S.; CARVALHO-OKANO, R. M.; FILGUEIRAS, T. S. 2012. A New Species of Merostachys (Poaceae: Bambusoideae) from Southeastern Brazil. Systematic Botany 37: 938-940

- ALMEIDA, G. S. S.; OKANO, R. M. C. 2010. Three new species of Eupatorieae (Compositae) from Brazil. Kew Bulletin 65: 255-261

- FERREIRA, C. S.; CARVALHO-OKANO, R. M.; NAKAJIMA, J. 2009. A família Asteraceae em um fragmento florestal, Viçosa, Minas Gerais, Brasil. Rodriguesia 60: 903-942

- EISENLOR, P. V.; CARVALHO-OKANO, R. M.; VIEIRA, M. F.; STRINGUETA, A. C. 2008. Flora fanerogâmica do espaço urbano do campus da Universidade Federal de Viçosa, Viçosa, Minas Gerais. Revista Ceres 55: 317-326

- SCUDELLER, V. V.; VIEIRA, M. F.; CARVALHO-OKANO, R. M. 2008. Distribuição espacial, fenologia da floração e síndrome floral de espécies de Bignonieae (Bignoniaceae). Rodriguesia 59: 297-307 Revista Ceres 59: 297-307

- LOPES, MÁRDEL M.M.; CARVALHO-OKANO, R. M.; SOUZA, Agostinho Lopes de; PAIVA, H. N. 2008. Crescimento de mudas de cipó-cravo (Tynanthus fasciculatus Miers), uma liana com potencial medicinal. Revista Árvore (impreso) 32: 211-216

- SILVA, S. R. D. F.; P.GARCIA, F. C.; LIMA, H. C.; CARVALHO-OKANO, R. M. 2007. Mimosoideae (Leguminosae) arbóreas do Parque Estadual do Rio Doce, Minas Gerais, Brasil: distribuíção geográfica e similaridade florísticaa na floresta atlântica no sudeste do Brasil. Rodriguesia 58: 403-421

- VIEIRA, M. F.; ANDRADE, M. R. S.; BITTENCOURT, N. S.; CARVALHO-OKANO, Rita M. 2007. Flowering phenology, nectary structure and breeding system in Corymborkis flava (Spiranthoideae : Tropidieae), a terrestrial orchid from a Neotropical forest. Australian Journal of Botany (impreso) 55: 635

- PEREIRA, Zefa Valdivina; CARVALHO-OKANO, Rita Maria de; GARCIA, Flávia Cristina Pinto. 2006. Rubiaceae Juss. da Reserva Florestal Mata do Paraíso, Viçosa, MG, Brasil. Acta Botanica Brasílica (impreso) São Paulo 20: 207-224

- EMPONI, Lívia Godinho; GARCIA, Flávia Cristina Pinto; SAKURAGUI, Cássia Mônica; CARVALHO-OKANO, Rita Maria de. 2006. Araceae do Parque Estadual do Rio Doce, MG, Brasil. Acta Botanica Brasílica (impreso) 20: 87-103

- PEREIRA, Zefa V.; VIEIRA, Milene F.; CARVALHO-OKANA, Rita M. de. 2006. Fenologia da floração, morfologia floral e sistema de incompatibilidade em espécies distílicas de Rubiaceae em fragmento florestal do Sudeste brasileiro. Revista Brasileira de Botânica (impreso) 29: 471-480

- LIMA, Natália A. de Souza; VIEIRA, Milene Faria; CARVALHO-OKANO, Rita Maria de; AZAVEDO, Aristéa Alves. 2005. Cleistogamia em Ruellia menthoides (Nees) Hiern e R. brevifolia (Pohl) C.Ezcurra (Acanthaceae) em fragmento florestal do Sudeste brasileiro. Acta Botanica Brasílica (impreso) São Paulo 19 (3): 443-449

- CARVALHO-OKANO, R. M. 2005. Maytenus littoralis Carvalho-Okano (Celastraceae), uma nova espécie para o Brasil. Hoehnia, São Paulo 32, (3): 467-469

- TEMPONI, L. G.; P.GARCIA, F. C.; SAKURAGUI, C. M.; CARVALHO-OKANO, R. M. 2005. Diversidade morfologica e formas de vida (Araceae) no Parque Estadual do Rio Doce, Minas Gerais, Brasil. Rodriguésia, Río de Janeiro 56: 1-15

- BORTOLUZZI, Roseli Lopes da Costa; CARVALHO-OKANO, Rita Maria de; GARCIA, Flávia Cristina Pinto; TOZZI, AZEVEDO, Ana Maria Goulart de. 2004. Leguminosae, Papilionoideae no Parque Estadual do Rio Doce, Minas Gerais, Brasil. II: árvores e arbustos escandentes. Acta Botanica Brasílica (Impresso), São Paulo- SP 18 (1): 49-71

- BORTOLUZZI, R. L. C.; P.GARCIA, F. C.; CARVALHO-OKANO, R. M.; TOZZI, A. M. G. A. 2003. Leguminosae Papilionoideae no Parque Estadual do Rio Doce, Minas Gerais, Brasil I: trepadeiras e subarbustos. Iheringia. Série Zoología, Rio Grande do Sul- RS 58 (1): 25-60

- BRAZ, DENISE M.; CARVALHO-OKANO, RITA M.; KAMEYAMA, CÍNTIA. 2002. Acanthaceae da Reserva Florestal Mata do Paraíso, Viçosa, Minas Gerais. Revista Brasileira de Botânica (impreso), São Paulo 25 (4): 495-504

- BOVINI, M. G.; CARVALHO-OKANO, R. M.; VIEIRA, M. F. 2001. Malvaceae A.Juss. no Parque Estadual do Rio Doce, Minas Gerais, Brasil. Rodriguesia, Río de Janeiro 52 (81) 17-47

- BRAZ, D. M.; VIEIRA, M. F.; CARVALHO-OKANO, R. M. 2000. Aspectos reprodutivos de espécies de Acanthaceae Juss. de um fragmento florestal do município de Viçosa, Minas Gerais. Revista Ceres, Viçosa-MG 47 (270): 229-239

- CARVALHO-OKANO, R. M. 2000. Flora Fanerogâmica da Reserva do Parque Estadual das Fontes do Ipiranga (São Paulo: Brasil) Celastraceae. Hoehnea, São Paulo, SP 27 (1): 27-29

### Capítulos de libros
- CARVALHO-OKANO, R. M. 2005. Celastraceae. In: Wanderley, M. G.; Shepherd, G. (orgs.) Flora Fanerogâmica do Estado de São Paulo. São Paulo: v. 4, p. 185-194

- CARVALHO-OKANO, R. M.; LEITÃO FILHO, H. F. 2004. O gênero Maytenus Mol. emend. Mol. (Celastraceae) no Brasil extra-amazônico. In: Maurício Sedrez dos Reis; Suelma Ribeiro Silva (orgs.) Conservação e Uso Sustentável de Plantas Medicinais e Aromáticas: Maytenus spp. Espinheira Santa. Brasília: IBAMA, p. 11-52

- FERREIRA, J. N.; AQUINO, F. G.; CARVALHO-OKANO, R. M.; VALENTE, C. E. B. 2003. Celastraceae In: Flora do Distrito Federal, Brasil. In: Taciana B. Cavalcante & Alba Evangelista Ramos (orgs.) Flora do Distrito Federal, Brasil. Brasília, v. 3, p. 141-149

- CARVALHO-OKANO, R. M.; VIEIRA, M. F. 2001. Morfologia externa e taxonomia - Passifloraceae. In: Bruckner, Cláudio H. e Picanço, Marcelo C. (orgs.) Maracujá: tecnologia de produção, pós-colheita, agroindústria, mercado. Porto Alegre: Cinco Continentes, p. 33-50

- CARVALHO-OKANO, R. M. 1998. Celastraceae. In: Checklist das Espécies Vasculares do Morro do Pai Inácio (Palmeiras) e Serra da Chapadinha (Lençóis), Chapada Diamantina, Bahía - Brasil. Salvador: Universidade Federal da Bahia, p. 17-39

- CARVALHO-OKANO, R. M. 1995. Celastraceae. In: Flora of Pico das Almas, Chapada Diamantina - Bahía, Brazil. Kew Royal Botanical Gardens, p. 171-172

- CARVALHO-OKANO, R. M. 1991. Celastraceae (Listagem). In: BARROS, F.; MELO, M.M.R.F.; CHIEA, S.A.C.; KIRIZAWA, M.; WANDERLEY, M.G.; JUNG-MENDAÇOLLI, S. L. (orgs.) São Paulo: Instituto de Botânica, p. 81-82

### En Congresos
- LORENCINI, T. S.; GONCALVES, A. P. S.; CARVALHO-OKANO, R. M.; LOUREIRO, M.E. 2013. Estudos Filogenéticos em Echinochoryne (Asteraceae: Vernoieae). In: 64.º Congresso Nacional de Botânica, Belo Horizonte
- LORENCINI, T. S.; CARVALHO-OKANO, R. M.; GONCALVES, A. P. S.; NAKAJIMA, J. 2013. Simpósio de Integração Acadêmica - SIA, UFV. In: Simpósio de Integração Acadêmica - SIA, UFV, Viçosa
- LORENCINI, T. S.; CARVALHO-OKANO, R. M.; GONCALVES, A. P. S.; NAKAJIMA, J.; ALMEIDA, G. S. S. 2013. Estudos Taxonômicos em Echinocoryne (Asteraceae: Vernonieae). In: 64.º Congresso Nacional de Botânica, Belo Horizonte
- ALMEIDA, G. S. S.; OKANO, R. M. C.; NAKAJIMA, J. N.; GARCIA, F. C. P. 2007. A tribo Barnadesieae (Barnadesioideae-Asteraceae) nos Campos Rupestres do Parque Estadual do Itacolomi, Ouro Preto-Mariana, MG, Brasil. In: VII Simpós - Mostra Ciemtífica da Pós-Graduação, Viçosa- Minas Gerais. XVII Simpósio de Iniciação Científica, V Simpósio de Extensão Universitária. Viçosa - MG: Editora Universitária

En 57.º Congresso Nacional de Botânica, Gramado. 2006
- ALMEIDA, G. S. S.; OKANO, R. M. C.; NAKAJIMA, J. N.; GARCIA, F. C. P. A Tribo Eupatorieae (Asteraceae) nos campos rupestres do Parque Estadual do Itacolomi, Ouro Preto-Mariana, MG, Brasil
- DIAS, J.; ARAÚJO, R.; SILVA, J.; ALMEIDA, G. S. S. Caracterização da anatomia foliar de três espécies de Asteraceae do campo rupestre, Parque Estadual do Itacolomi, Ouro Preto, MG
- FILARDI, F. L. R.; GARCIA, F. C. P.; RODRIGUES, I. M. C.; CARVALHO-OKANO, R. M. Padrões de distribuição geográfica de espécies arbóreas de Leguminoseae ocorrentes no Cerrado

## Honores[5]

### Membresías
- Sociedad Botánica de Brasil[7]

### Premios
- 2002: medalla Bello Lisboa, Conselho Universitário - UFV